# ハリー・ミラード
ハリー・ミラード（Harry Millarde, 1885年11月12日 - 1931年11月2日）は、アメリカ合衆国の映画監督、俳優、映画プロデューサーである。Harry F. Millardeともクレジットされた。

## 人物・来歴
1885年（明治18年）11月12日、アメリカ合衆国のオハイオ州シンシナティに生まれる。
1913年（大正2年）、カレム・カンパニーに入社、同社が量産するヘンリー・ハラムらを主演とした1巻ものの短篇映画に出演するようになる。同年のうちに主演もするようになり、1915年（大正4年）には自らの主演作で監督業に進出した。翌1916年（大正5年）、ユニヴァーサル・フィルム・マニュファクチュアリング・カンパニー（現在のユニバーサル・ピクチャーズ）が設立した子会社・ブルーバード映画が製作した、スチュアート・ペイトン監督の Elusive Isabel にゲスト出演しているものの、同年からは監督業に専念した。
1917年（大正6年）、カレム・カンパニーがヴァイタグラフ・スタジオに売却される前後に、ユニヴァーサルに移籍する。傘下のブルーバード映画でもヴァイオレット・マースロウを主演に『夜明け前』を監督し、同作は日本でも公開された。同年、ジューン・キャプリース主演作を監督し始め、のちにキャプリースと結婚する。1923年（大正12年）には、長女のジューン・ミラードが生まれ、のちにモデル・女優となる。
1931年（昭和6年）11月2日、ニューヨーク州ニューヨーク市で死去した。満45歳没。

## フィルモグラフィ
特筆のないものは監督のみである。
- The Message of the Palms : 監督ロバート・G・ヴィニョーラ、1913年- 出演・役Henry Strong - the Surveyer
- The War Correspondent : 監督ロバート・G・ヴィニョーラ、1913年- 出演・役Jack Fisher - a Young Reporter
- The Woe of Battle : 監督不明、1913年- 出演・役Captain Breslow
- The Wartime Siren : 監督ジョージ・メルフォード、1913年- 出演
- The Pursuit of the Smugglers : 監督J・P・マッゴワン、1913年- 出演
- A Plot for a Million : 監督不明、1913年- 出演・役Logan's Secretary
- The Fire-Fighting Zouaves : 監督ジョージ・メルフォード、1913年- 出演・役Lt. Egbert Hayes
- The Secret Marriage : 監督不明、1913年- 出演・役Ned Wayburne - Jim's Brother
- The River Pirates : 監督不明、1913年- 出演・役Robert Judson Jr.
- Man's Greed for Gold : 監督不明、1913年- 出演・役Carter - a Bank Clerk
- The Infamous Don Miguel : 監督ケニーン・ビュエル、1913年- 主演・役Don Miguel
- The Wheel of Death : 監督不明、1913年- 出演・役The Stranger
- Shenandoah : 監督ケニーン・ビュエル、1913年- 出演・役Captain Heartsease
- The Hidden Witness : 監督不明、1913年- 主演・役Gerson Randall
- Rounding Up the Counterfeiters : 監督不明、1913年- 主演・役Tom Young - a Federal Detective
- The Mermaid : 監督不明、1913年- 主演・役Jim
- The Smuggler : 監督J・P・マッゴワン、1913年- 主演・役Jim Myers - the Detective
- Shipwrecked : 監督不明、戯曲ジェームス・マシュー・バリー、1913年- 出演・役Howard Gibbs Paxon
- Breaking Into the Big League : 監督不明、1913年- 主演・役Montjoy Jones
- The Fatal Legacy : 監督不明、1913年- 出演・役Harry Halleck - the Grandson
- The Midnight Message : 監督不明、1913年- 出演・役Phillip Barclay
- The Riddle of the Tin Soldier : 監督不明、1913年- 出演・役A Gangster
- The Vampire : 監督ロバート・G・ヴィニョーラ、1913年- 主演・役Harold Brentwell
- Primitive Man : 監督不明、1913年- 出演・役Allan - Betty's Suitor
- The Octoroon : 監督シドニー・オルコット、1913年- 出演
- The Hunchback : 監督不明、1913年- 出演・役David Thorpe - Marie's Sweetheart
- An Unseen Terror : 監督不明、1913年- 出演・役Hugh King - Frank's Rival
- Her Husband's Friend : 監督ロバート・G・ヴィニョーラ、1914年- 出演・役Cater - the Blackmailer
- The Hand Print Mystery : 監督ロバート・G・ヴィニョーラ、1914年- 出演・役Kenneth Fields
- Chest of Fortune : 監督不明、1914年- 出演・役Harry Manning - Jack's Rival二役
- The Cabaret Dancer : 監督ロバート・G・ヴィニョーラ、1914年- 出演・役Dupree - a Frenchman
- The Treasure Ship : 監督不明、1914年- 出演・役Tom Bascom - the Son
- A Celebrated Case : 監督ジョージ・メルフォード、1914年- 出演
- Nina o' the Theatre : 監督ケニーン・ビュエル、1914年- 出演・役Frank Martin
- The Show Girl's Glove : 監督ロバート・G・ヴィニョーラ、1914年- 出演・役Dick Hampton - John's Brother
- Through the Flames : 監督ロバート・G・ヴィニョーラ、1914年- 出演・役Major Humphries - a Scoundrel
- In Wolf's Clothing : 監督ロバート・G・ヴィニョーラ、1914年- 出演・役Carter Gordon
- The Vampire's Trail : 監督T・ヘイズ・ハンター / ロバート・G・ヴィニョーラ、1914年- 出演・役Phil Olcott - Horace's Friend
- The Storm at Sea : 監督ロバート・G・ヴィニョーラ、1914年- 出演
- The Hand of Fate : 監督ロバート・G・ヴィニョーラ、1914年- 出演・役Roy Harris - Florence's Sweetheart
- The Devil's Dansant : 監督ロバート・G・ヴィニョーラ、1914年- 出演・役Dominique - Proprietor of The Dansant
- The Mystery of the Sleeping Death : 監督ケニーン・ビュエル、1914年- 出演・役Gunga
- Into the Depths : 監督ロバート・G・ヴィニョーラ、1914年- 出演・役Arthur - the Friend
- The Viper : 監督ケニーン・ビュエル、1914年- 出演・役Frank Crane aka 'The Viper'
- Seed and the Harvest : 監督ロバート・G・ヴィニョーラ、1914年- 出演・役Fred Kendall - Don's Brother
- The False Guardian : 監督ロバート・G・ヴィニョーラ、1914年- 出演・役Tom Ryder - Helen's Sweetheart
- The Menace of Fate : 監督ロバート・G・ヴィニョーラ、1914年- 出演・役Dr. Harry Westcott
- A Midnight Tragedy : 監督ロバート・G・ヴィニョーラ、1914年- 出演・役Dr. Warren - the Lover
- The Man of Iron : 監督ロバート・G・ヴィニョーラ、1914年- 出演・役John Stanley - the Son
- Her Bitter Lesson : 監督ロバート・G・ヴィニョーラ、1914年- 出演・役George Dane - Evelyn's Husband
- The Mystery of the Yellow Sunbonnet : 監督ロバート・G・ヴィニョーラ、1914年- 出演・役George Cathcart U.S.N.
- The Hate That Withers : 監督ロバート・G・ヴィニョーラ、1914年- 出演・役Jack Worthington - Iola's Fiance
- 『デヴル』（別題『蠍の針』） The Scorpion's Sting : 監督ロバート・G・ヴィニョーラ、1915年- 出演・役Mann - the Thief
- The Stolen Ruby : 監督ロバート・G・ヴィニョーラ、1915年- 出演・役Mex Killegren - the Son
- In the Hands of the Jury : 監督ロバート・G・ヴィニョーラ、1915年- 出演・役Dr. Merton Haines
- Wolves of Society : 監督・主演フランク・ロイド、1915年- 出演
- Barriers Swept Aside : 監督ロバート・G・ヴィニョーラ、1915年- 出演・役Jack Thorpe - the Husband
- The Night Operator at Buxton : 監督ロバート・G・ヴィニョーラ、1915年- 出演・役Bob - an Express Messenger
- The Siren's Reign : 監督ロバート・G・ヴィニョーラ、1915年- 出演・役Hugh Blake - The Husband
- The Haunted House of Wild Isle : 監督ロバート・G・ヴィニョーラ、1915年- 出演・役Warren Kent - an Author
- The Destroyer : 監督ロバート・G・ヴィニョーラ、1915年- 出演・役Dick Wentworth - a Broker's Son
- A Sister's Burden : 監督ロバート・G・ヴィニョーラ、1915年- 出演・役Ned - Martha's Sweetheart
- 『死霊の祟り』 The Haunting Fear : 監督ロバート・G・ヴィニョーラ、1915年- 出演・役Mace - a Man-About-Town
- Honor Thy Father : 監督ロバート・G・ヴィニョーラ、1915年- 出演・役Roger Dayton - the Ungrateful Son
- The Crooked Path : 監督ロバート・G・ヴィニョーラ、1915年- 出演・役Alan
- Don Caesar de Bazan : 監督ロバート・G・ヴィニョーラ、1915年- 出演・役Don Jose
- The Curious Case of Meredith Stanhope : 1915年- 監督・主演・役Meredith Stanhope - a Famous Artist
- The Man in Hiding : 1915年- 監督・主演・役Tom Ingraham - a Weakling
- The Net of Deceit : 1915年
- The Sign of the Broken Shackles : 1915年- 監督・主演・役Sir Henry Harcourt - a Land Owner
- The Money Gulf : 1915年- 監督・主演・役Jasper King
- Elusive Isabel : 監督スチュアート・ペイトン、主演フローレンス・ローレンス、1916年- 出演・役Hamilton Grimm
- The Bogus Ghost : 1916年
- 『エセルの靴』 In Cinderella's Shoes : 1916年
- That Lovely Widow : 1916年
- When Opportunity Knocked : 1916年
- 『白蓮』 The Lotus Woman : 1916年- 監督・出演・役Jerry Mandeville
- A Watery Wooing : 1916年
- A Mix-Up in Art : 1916年
- 『悪漢イール』 The Eel : 1916年
- 『誘惑』 The Woman He Feared : 1916年
- The Sunshine Maid : 主演ジューン・キャプリース、1917年
- The Forbidden Game : 1917年
- A Novel Romance : 1917年
- 『夜明け前』 Little Miss Nobody : 1917年
- 『乙女の夢』 Every Girl's Dream : 主演ジューン・キャプリース、1917年
- Miss U.S.A. : 主演ジューン・キャプリース、1917年
- 『父よいずこ』 Unknown 274 : 主演ジューン・キャプリース、1917年
- The Heart of Romance : 主演ジューン・キャプリース、1918年
- 『替へ玉』 A Camouflage Kiss : 主演ジューン・キャプリース、1918年
- Blue-Eyed Mary : 主演ジューン・キャプリース、1918年
- Miss Innocence : 主演ジューン・キャプリース、1918年
- Bonnie Annie Laurie : 1918年
- Caught in the Act : 1918年
- The Girl with No Regrets : 1919年
- Gambling in Souls : 1919年
- The Love That Dares : 1919年
- When Fate Decides : 1919年
- Rose of the West : 1919年
- Sacred Silence : 1919年
- 『男と女』 Man and Woman : 監督チャールズ・ローグ / B・A・ロルフ、1920年- 出演
- 『ホワイト・モール』 The White Moll : 主演パール・ホワイト、1920年
- 『オーヴァー・ゼ・ヒル』（別題『あの丘越えて』） Over the Hill to the Poorhouse : 主演メアリー・カー、1920年
- 『苦役二十年』（別題『号叫天に通ず』） Perjury : 1921年
- 『神の怒』（別題『神を忘れたる町』） The Town That Forgot God : 主演バニー・グローアー、1922年
- 『我が友悪魔よ』（別題『神を信ぜざる人々』） My Friend the Devil : 主演チャールズ・リッチマン、1922年- プロデューサー・監督
- 『冬来りなば』 If Winter Comes : 主演パーシー・マーモント、1923年
- 『知事令夫人』（別題『苦闘の栄冠』） The Governor's Lady : 主演ロバート・ヘインズ、1923年
- 『愚者』 The Fool : 主演エドモンド・ロウ、1925年
- The Taxi Dancer : 主演ジョーン・クロフォード、1927年
- On Ze Boulevard : 主演ルー・コディ、1927年

## 関連事項
- カレム・カンパニー （en:Kalem Company）
- ヴァイタグラフ・スタジオ （en:Vitagraph Studios）

## 註
1. 1 2 3 4 5 6 7 8 9 10 11 12  Harry F. Millarde, Internet Movie Database （英語）, 2010年4月26日閲覧。
2. ↑  『ブルーバード映画の記録』 : 製作・著・発行山中十志雄・塚田嘉信、1984年4月、p.60-63.